# Shiraoka, Saitama
Shiraoka (白岡市 Shiraoka-shi) là thành phố thuộc tỉnh Saitama, Nhật Bản. Tính đến ngày 1 tháng 10 năm 2020, dân số ước tính thành phố là 52.214 người và mật độ dân số là 2.100 người/km2. Tổng diện tích thành phố là 24,93 km2.

## Địa lý

### Đô thị lân cận
- Saitama
  - Kasukabe
  - Saitama
  - Kuki
  - Hasuda
  - Miyoshi